# Sant Salvador d'Alentorn
Sant Salvador d'Alentorn és una obra del poble d'Alentorn dins del terme municipal d'Artesa de Segre, a la comarca de la Noguera. S'inclou en l'Inventari del Patrimoni Arquitectònic de Catalunya.

## Descripció

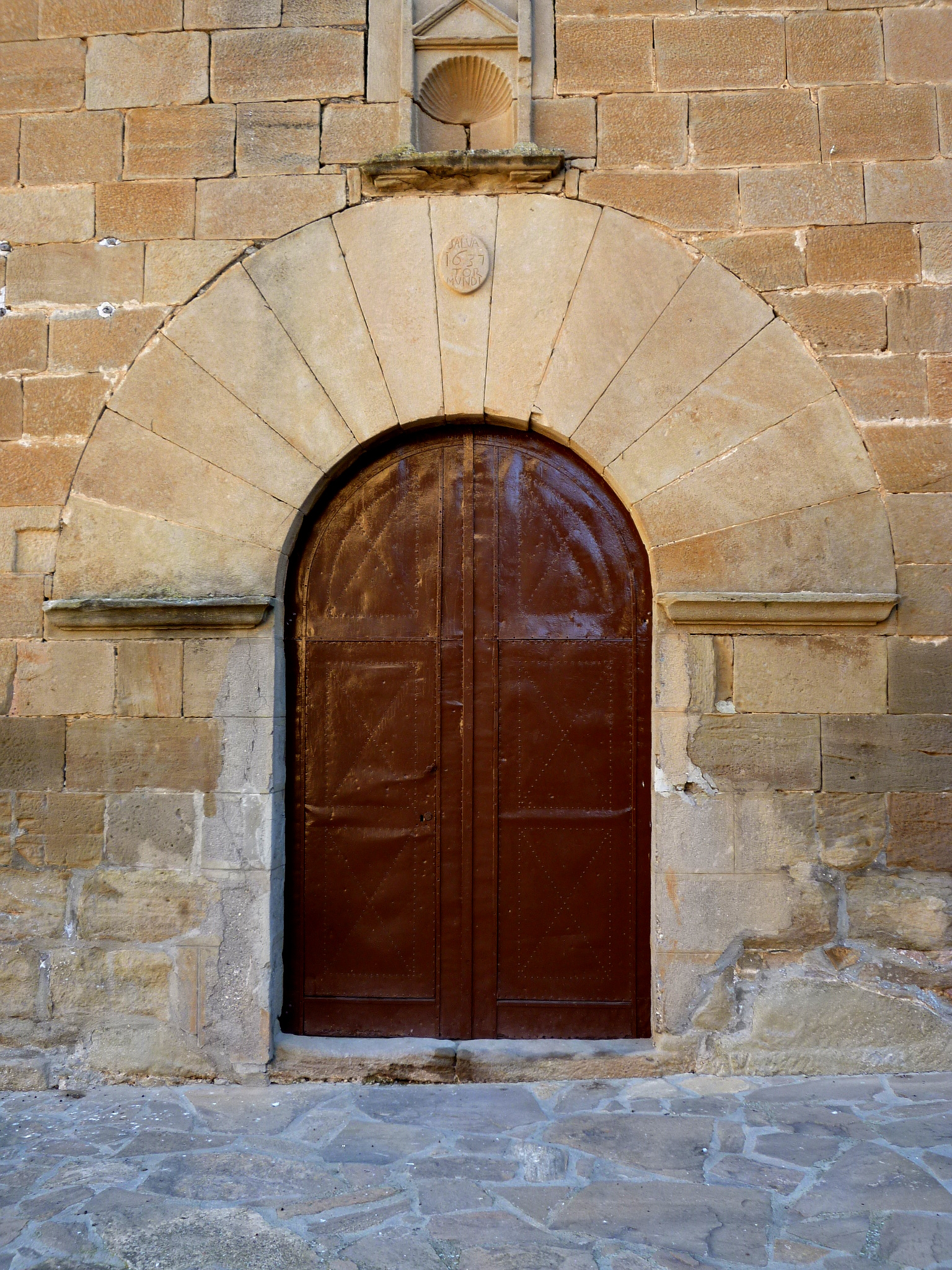
El portal

L'església parroquial de Sant Salvador d'Alentorn és un temple aïllat, amb una nau principal i sengles de laterals. Forma part del conjunt parroquial un petit edifici adossat al nord-est. Tanmateix, al nord hi ha un petit parc arbrat.
La façana principal té un portal de mig punt amb grans dovelles de pedra. A la clau hi ha la inscripció de la probable construcció de l'església, 1637, amb la inscripció "Salvator Mundi". Al damunt hi ha una fornícula barroca i un rosetó motllurat. Dues finestres de mig punt flanquejant la porta.A la paret nord i a la sud, hi ha dues finestres tapiades.
A prop del carener de la teulada s'hi aixeca un campanar, esvelt i coronat per una creu cristiana, aixamfranat a les cantonades i cobert amb una cúpula de pedra barroca. La coberta de la nau és a dues vessants amb teula àrab.
L'aparell constructiu és molt regular, amb carreus mitjans grans que no varien en quasi tot l'edifici. No obstant, l'edifici adossat posteriorment, sí que compta amb un aparell més heterogeni i amb les juntures de ciment a vista i arrebossat vermellós.

## Història
Cap al 1055 és documentada a propòsit de la dotació econòmica de Sant Miquel de Montmagastre. L'any 1637 fou refeta i així resa a la inscripció "SALVA/1637/TOR/MUNDI". El 1925 s'acabà el campanar d'estil barroc.